# Derecho de la competencia (UE)
El Derecho de la competencia es uno de los ámbitos de responsabilidad de la administración de la Unión Europea. La ley de competencia regula el ejercicio de poder de mercado por las grandes empresas, el gobierno de la Unión, los gobiernos estatales y otras entidades económicas. En base a los Tratados constitutivos, es importante para garantizar la realización del mercado único, es decir, la libre circulación de la mano de obra de personas, bienes, servicios y capitales en una Unión sin fronteras internas. Las cuatro áreas principales de intervención incluyen: 
- Los cárteles, el control o la colusión y otras prácticas contrarias a la competencia que afectan la UE –o, desde 1994, el Espacio Económico Europeo–. Esto está cubierto por el artículo 101 del Tratado del Funcionamiento de la Unión Europea (TFUE).
- Los monopolios, o prevenir el abuso de las empresas que tienen posiciones dominantes en el mercado. Esto se rige por el artículo 102 del TFUE. En este artículo también da lugar a la autoridad de la Comisión de acuerdo con la siguiente zona.
- Fusiones, el control de propuestas de fusiones, adquisiciones y empresas conjuntas que involucran empresas que tienen un determinado volumen de negocios a la UE / EEE. Se rige por el Reglamento 139/2004 (Reglamento de concentraciones) de la CE.[1]
- Ayudas estatales, el control directo e indirecto de las ayudas concedidas por los Estados miembros de la Unión Europea para las empresas. Cubierto por el artículo 107 del TFUE.

Este último punto es una característica única del derecho comunitario de competencia de la UE. Puesto que la Unión Europea está formada por Estados miembros independientes, tanto la política de competencia y la creación del mercado único europeo podría ser neutralizado, puesto que los Estados miembros si son libres de apoyar las empresas nacionales. La autoridad de aplicar el Derecho comunitario de competencia recae en la Comisión Europea y su Dirección General de Competencia, a pesar de las ayudas estatales en algunos sectores, como el transporte, que son guiados por otras Direcciones Generales. El 1 de mayo de 2004, un régimen descentralizado para la defensa de la competencia entró en vigor, para aumentar la aplicación del derecho de competencia europeo por las autoridades y los tribunales de competencia nacionales.